# Lukovo (Czarnogóra)
Lukovo (cyr. Луково) – wieś w Czarnogórze, w gminie Nikšić. W 2011 roku liczyła 307 mieszkańców.